# Esferas de metal perforadas
Las esferas de metal perforadas son un juguete hecho de metal de entre los siglos XVII y XIX cuyo objetivo es proyectar las sombras de las perforaciones que dibujan diversas imágenes florales, de animales o geométricas. Este artilugio  de origen chino es considerado como un antecedente y precursor muy antiguo del cine. Ayudó a que, junto con otros juguetes similares de otras regiones del mundo, a lo largo de los años se estudiaran los procesos de creación y manipulación de la imagen de manera artificial que llevó finalmente a la invención del  cine actual de manos de los hermanos Lumière y su cinematógrafo en el año 1898.

## Estructura
Se tratan de unas esferas de metal, unidas entre ellas, pero con la posibilidad de una apertura en el medio, con perforaciones que forman diferentes figuras de naturaleza como flores o animales, o también de formas geométricas. En su interior, contienen una vela que se sujeta de manera vertical mediante un juego de anillas y aunque estas se muevan, las anillas impiden que la vela caiga.

## Funcionamiento
El objetivo es proyectar las sombras de las perforaciones en un fondo liso y para ello tiene un funcionamiento muy sencillo: se hacen girar las esferas y es justo este movimiento centrífugo el que hace que la luz de la vela proyecte las sombras de las figuras a través de los orificios en una estancia a oscuras; o también, no hace falta ni hacerlas mover ya que la luz de la vela que se escapa entre las perforaciones, ya hace proyectar estas sombras. Aun así, siempre hay que estar en la oscuridad para que se pueda ver con claridad este juego de luces y sombras.